# (35782) 1999 JW19
1999 JW19 (asteroide 35782) é um asteroide da cintura principal. Possui uma excentricidade de 0.09575710 e uma inclinação de 4.97773º.
Este asteroide foi descoberto no dia 10 de maio de 1999 por LINEAR em Socorro.